# 6933 Азумаясан
6933 Азумаясан (6933 Azumayasan) — астероїд головного поясу, відкритий 28 грудня 1994 року.
Тіссеранів параметр щодо Юпітера — 3,346.